# アポリナリオ・マビニ

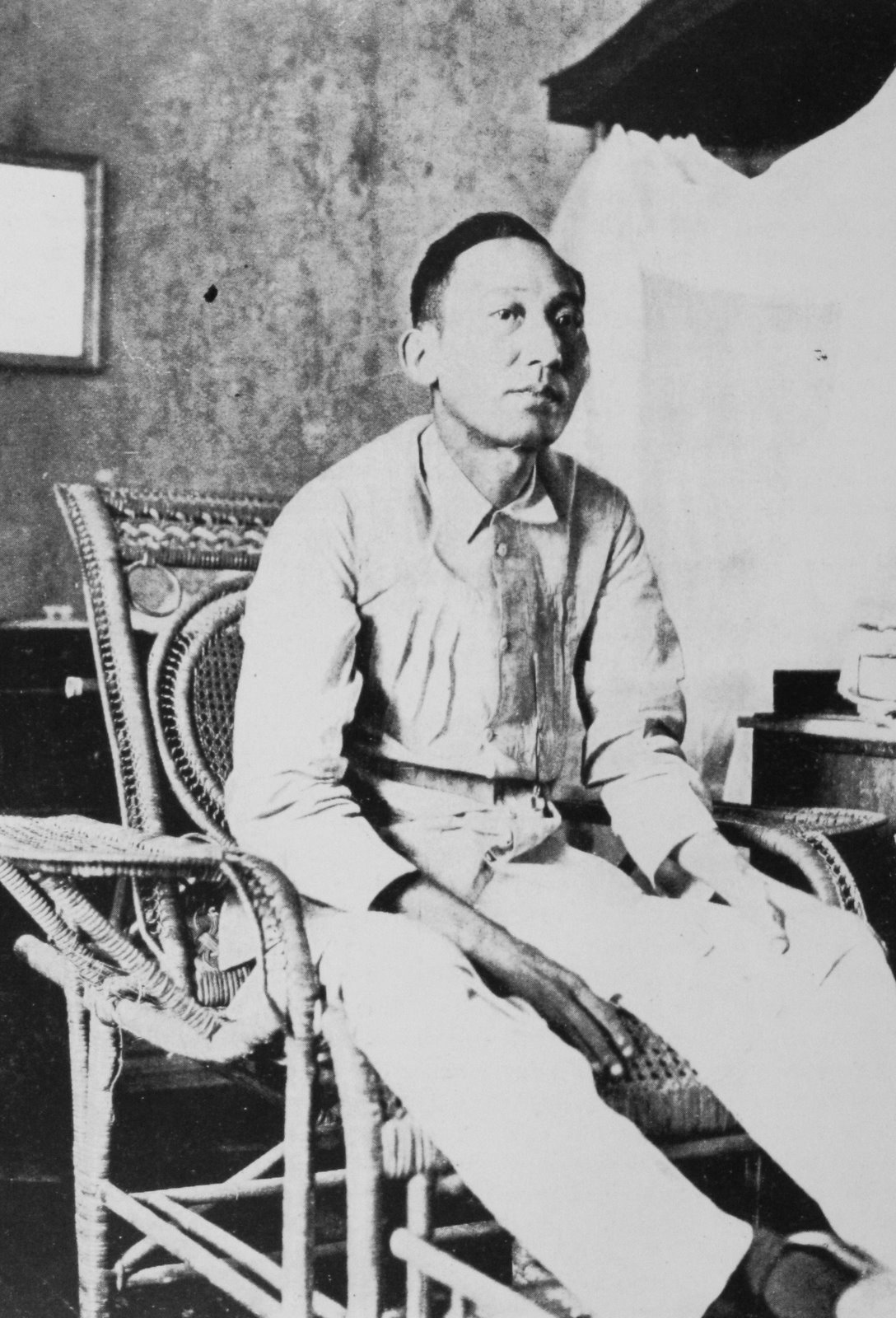
アポリナリオ・マビニ

アポリナリオ・マビニ（Apolinario Mabini, 1864年7月23日 - 1903年5月13日）は、1898年 - 1899年の短命で終わったフィリピン共和国の憲法構成を書いた、フィリピン人理論家。
かつてフィリピンで発行されていた10ペソ紙幣に肖像が使用されていた。

## 生涯
バタンガス州タラガで貧農である父イノチェンチオ・マビニと母ディオニシア・マラナンの間に生まれた。若い時代にタナワンの学校で勉強し、それからシンプリシオ・アベリノから教育を受けた。その後に彼は有名な教師、バレリオ・マラバナン神父によって運営された学校に転校した。彼は人文科学の奨学生となりラテン語の教授資格を得たサン・フアン・デ・レトランと彼が1894年において法律学の課程を学んだサント・トマス大学で研究を続けた。
「貧しいものを護る」という彼自身の夢のためにアポリナリオは母が彼に得ることを望んだ聖職を見捨てる気になった。1896年初頭より彼は下肢の麻痺をもたらしていた病気、ポリオに罹患していたようである。革命が同じ年に解体した時にスペイン当局は、彼が何とかして抵抗に関係していたと疑っていて、彼を逮捕した。しかし、彼が下肢を動かすことができなかったという事で障害者への偏見も伴いスペイン人は彼らが彼の逮捕について誤りを犯したと考えた。彼は解放されて、サン・フアン・デ・ディオス病院に送られた。
彼がリサールの（ラ・リガ・フィリピナ）のメンバーであり、政府の管理において改革の導入のためにひそかに働いたことのために、マビニには民族主義的な結社との関係が完全にないわけではなかった（それはむしろ言及されなければならない）。1898年にロス・バーニョスで休暇を過ごす間に、エミリオ・アギナルドは彼を呼びにやった。彼はマビニをカヴィテに連れて来るのに彼が横たわるハンモックで移動する時に交代で手助けする数百人の人を集めた。アギナルドはマビニの健康状態を見るとすぐに、彼がこの仕事において彼を助けることを要求することにおいて誤りを犯したにちがいないと思った。
彼がアギナルド将軍の首席顧問になった時に、マビニは1898年における革命の中でとても活動的であった。彼は命令を立案し、憲法構成をフィリピンのために推薦した。彼はまた革命政府のために計画を作った。1899年に彼はアメリカ人によって捕らえられたが後に釈放された。1901年に彼はグアムに追放されたが米国に忠誠の誓いをたてることに合意した後に1903年にフィリピンに復帰した。彼は税関長の前で1903年2月26日に誓いをたてた。
1903年5月13日にマビニはマニラでコレラにより亡くなった。